# W3Catalog
W3 Catalog була першою веб-пошуковою системою, вперше випущеною 2 вересня 1993 року розробником Оскаром Нірштразом з Женевського університету.
Двигун спочатку отримав назву jughead, але потім його перейменували. На відміну від пізніших пошукових систем, таких як Aliweb, які намагаються індексувати мережу, скануючи доступний вміст веб-сайтів, W3 Catalog використовував той факт, що вже було доступно багато високоякісних списків веб-ресурсів, які ведуться вручну. W3 Catalog просто віддзеркалив ці сторінки, переформатував вміст в окремі записи та надав інтерфейс на основі Perl для увімкнення динамічних запитів.
На той час CGI ще не існувало, тому W3 Catalog було реалізовано як розширення веб-сервера Plexus Тоні Сандера, реалізованого на Perl.
Каталог W3 було припинено 8 листопада 1996 року
У лютому 2010 року було придбано доменне ім'я w3catalog.com, і, як і в оригінальному індексі, кожен новий запис веб-сайту перевірявся вручну перед додаванням. До 2023 року сайт знову припинив роботу.